# Sami İzcican
Sami İzcican (* 19. Oktober 1983 in Van) ist ein türkischer Fußballspieler.

## Karriere
İzcican kam in der osttürkischen Stadt Van auf die Welt und spielte hier in den Jugendmannschaften diverser Ortsvereine, u. a. beim ehemaligen Erstligisten Vanspor. Im Sommer 2006 erhielt er bei diesem Verein einen Profivertrag und spielte eine Saison bei dem damaligen Viertligisten. Nach einer Spielzeit wechselte er zum südtürkischen Drittligisten Mersin İdman Yurdu. Mit diesem Verein stieg er am Ende der Spielzeit 2008/09 als Vizemeister der TFF 2. Lig in die TFF 1. Lig auf.
Nachdem er nach diesem Erfolg noch eine Spielzeit in der 1. Lig für Mersin İY gespielt hatte, wechselte er zur Saison 2010/11 zum Ligakonkurrenten Adanaspor.
Zur Saison 2011/12 wurde er dann an den Drittligisten Şanlıurfaspor abgegeben. Mit dieser Mannschaft feierte er am Saisonende die Meisterschaft der TFF 2. Lig und damit den direkten Aufstieg in die TFF 1. Lig. Nach zwei Spielzeiten verließ er den Verein Richtung Ligakonkurrent Bucaspor.
Im Frühjahr zog er zum Istanbuler Drittligisten Tepecikspor weiter, blieb hier nur bis zum Saisonende und wechselte im Sommer 2014 zum Viertligisten Sivas 4 Eylül Belediyespor.

## Erfolge
Mit Mersin İdman Yurdu
- Vizemeister der TFF 2. Lig und Aufstieg in die TFF 1. Lig: 2008/09

Mit Şanlıurfaspor
- Meister der TFF 2. Lig und Aufstieg in die TFF 1. Lig: 2011/12